# Víctor Trujillo
Víctor Alberto Trujillo Matamoros (Ciudad de México, 30 de julio de 1961), conocido como Víctor Trujillo o con el nombre de uno de sus personajes, Brozo, es un locutor, presentador de televisión, comediante actor y actor de doblaje mexicano.

## Biografía
Inició su carrera en los medios de comunicación, específicamente en la radio, a los 14 años de edad, con su participación en XEB-AM en 1975 como locutor y actor de radionovelas. Trabajó un tiempo en el Bar Mink, haciendo imitaciones, al tiempo que estudiaba la secundaria. 
Llevó a cabo diversas actividades profesionales tales como doblajes, teatro y comedia. Finalmente, en 1987 comenzó a colaborar para la cadena de televisión Imevisión, en el programa En Tienda y Trastienda, que condujo con el comediante Ausencio Cruz.
En 1988, dio vida por primera vez a Brozo "El payaso tenebroso", su más exitoso personaje, en el programa "La Caravana", mismo que condujo con el cómico Ausencio Cruz. Dentro de ese mismo programa surgió el personaje "Johnny Latino", un animador de un ficticio programa de concursos llamado "La Pirinola", de donde nació la famosa frase  "¡Lás-ti-ma, Mar-ga-ri-to!".
Participó igualmente con sus personajes en el programa deportivo Los Protagonistas, en Humorcito Corazón y en el programa de radio El mañanero, con Grupo ACIR. Otro de sus programas fue El Diario de la Noche, transmitido por TV Azteca. Un nuevo cambio lo llevó a conducir el programa Las Nueve y Sereno, del canal 40. Ahí mismo, comenzó la transmisión de su programa más emblemático: El mañanero.
Al cambiarse nuevamente de empresa, ahora a Televisa, continuó con la transmisión de El mañanero con el mismo diseño de programa y compañeros con quienes había trabajado en CNI. El 3 de marzo de 2004, presentó un video de cámara oculta del político perredista René Bejarano, donde se observaba en un acto de corrupción recibiendo fajos de billetes de manos de Carlos Ahumada Kurtz, empresario argentino naturalizado mexicano, por lo que el diputado de la ALDF fue duramente cuestionado por Brozo; este hecho en particular fue un parteaguas en lo referente a este tipo de videos, a los que se les denominó "videoescándalos". El 2 de junio de 2004, Trujillo decidió terminar dicho programa, con motivo de la muerte de su esposa, Carolina Padilla, de la que se cumplió un mes de su fallecimiento ese mismo día y como un homenaje a quien también había sido la creadora de sus personajes y productora del noticiero.
El 11 de octubre de 2004, participó en el programa El cristal con que se mira, de corte editorial, donde se dio, entre otros casos, el seguimiento al presunto enriquecimiento ilícito del que fuera gobernador del estado de México, Arturo Montiel Rojas.
El 28 de abril de 2006, conduce un programa de corta duración en Televisa, llamado El Circo de Brozo, el cual inició con un alto índice de audiencia, debido a las entrevistas que realizaba durante la primera mitad del programa a los candidatos de entonces previo a las elecciones presidenciales de ese año y también a los jugadores y el cuerpo técnico de la Selección Nacional de Fútbol en vísperas de la Copa Mundial de Fútbol 2006, en Alemania. Sin embargo, una vez finalizados ambos eventos, la calidad del programa declinó, ya que los sketches que acompañaban a la segunda mitad del programa no eran de lo mejor y, al agotarse el formato, no pudo mantener el índice de audiencia.[cita requerida]
El 19 de enero de 2007 vuelve a la televisión con el programa El NotiFiero donde, entre comedia y sátira, se presentaban las noticias más relevantes de México. Se transmitía los viernes por la noche en el Canal de las Estrellas de Televisa. 
El 11 de agosto de 2008, estuvo en la conducción de Primero Beijing junto a Carlos Loret de Mola, como parte de la barra de programas especiales para la cobertura de los Juegos Olímpicos en Televisa. Este mismo programa también lo repetiría en la Copa Mundial de 2010, en Sudáfrica, en los Juegos Olímpicos de Londres 2012 y en el Campeonato Mundial de Fútbol 2014, en Brasil.
El 16 de febrero de 2010 retoma el concepto del programa matutino El mañanero, aunque con un formato totalmente diferente, en comparación con su emisión anterior, e incluyendo un bloque de debate, Debatitlán, en el canal Foro TV.
Durante los años 2011 y 2012 protagoniza con éxito la obra Rojo, basada en la vida del pintor Mark Rothko, en el Teatro Helénico y en el Teatro Rafael Solana.
En 2018 relanza su programa radial El mañanero, esta a través de Aire Libre 105.3, propiedad del empresario Eduardo Henkel.

## Críticas y controversias
En abril de 2007, el programa "El NotiFiero" fue objeto de un proceso de investigación por el uso de palabras altisonantes por parte de la Secretaría de Gobernación, después de que se reprodujo la conversación entre el comerciante Kamel Nacif y el gobernador del estado de Puebla, Mario Marín, en la que ambos urdían una probable represión contra la periodista Lydia Cacho.
Una de las más fuertes objeciones hacia Víctor Trujillo ha sido la crítica mordaz que ha hecho contra Televisa en los años que trabajó en Imevisión, luego llamada TV Azteca.
El 5 de octubre de 2010 hubo un ataque hacia su compañera de programa Marissa Rivera, periodista y compañera de programa por medio de la red social Facebook. Al aire, Brozo dijo: Yo le digo a esta persona: ya estamos sobre ti, ya todos los instrumentos que hay en la empresa (Televisa) y en la justicia mexicana, ya estamos muy cerca de ti. Hazte a un lado, bríncate, llégale como quieras. Estamos muy cerca. Si te metes con uno de nosotros, te metes con todos... Todo esto en alusión a que un usuario de Facebook había usurpado el nombre de la periodista y estaba haciendo comentarios que eran ajenos a la opinión y punto de vista de esta colaboradora.
En 2019 Víctor Trujillo, caracterizado como Brozo, se convirtió en tendencia al criticar a Andrés Manuel López Obrador, cuando ya ocupaba el cargo de presidente de México: en su programa El Mañanero, en Aire Libre, en mayo de 2019, comenzó a analizar las conferencias matutinas del presidente, argumentando que son una producción como cualquier otra: dirigida, calculada y con personajes definidos: los reporteros a quienes se otorga la palabra, cuestionando su calificación como periodistas independientes y la poca imparcialidad que, a sus ojos, muestran en sus preguntas y comentarios. Esto provocó una división en el público: parte de él apoyaba al presidente y otra, al conductor. El 13 de mayo de 2019, Víctor agradeció al público ser tendencia en las redes sociales a raíz de esa controversia y explicó que otra derivada de la misma situación, llamarle a la gente "perrada", siempre ha sido su forma particular de referirse a sus seguidores.[cita requerida]

## Personajes encarnados por Víctor Trujillo
- Brozo
- La Beba Galván
- El Charro Amarillo
- Estetoscopio Medina Chaires
- Johnny Latino
- El preso (en "Los presos") en "La Caravana" de Imevisión
- Walt Sydney & Sr. Bremont Sydney
- Amadeus Pérez Pachuli
- Jeremias
- El Mete En el programa "El que se ríe se lleva"
- Giorgio Armaño, parodia del diseñador Giorgio Armani que se creó únicamente para las Olimpiadas de Sídney 2000.

## Filmografía como actor de doblaje

### Películas de imagen real
- Shere Khan en El libro de la selva (voz doblada).
- Biff Tannen (Thomas F. Wilson), en Volver al Futuro, parte 1.
- James Bond (George Lazenby) en 007: Al Servicio de su Majestad.
- Tony Montana (Al Pacino), en Cara Cortada (primer doblaje).
- Jack Colton, en Romancing the Stone.
- Frank, en El que espera desespera.
- Max, en Ciencia loca (doblaje original).
- Robert, en La intrusa.
- Woodsworth, en Clue.
- Jack Colton, en Dos bribones tras la Esmeralda Perdida.

### Series de TV (imagen real)
- Mujeres asesinas, en el capítulo Ofelia, enamorada - Ricardo
- Ted Lawson, en La Pequeña Maravilla.
- Bill "Rider" Kelly, en Pensacola.
- Piloto Mayor John Blackthorne, en Shōgun.

### Series animadas
- Leon-O, en los Thundercats (exceptuando 2a temporada).

### Anime
- Narrador / Barry Hawk, en Gordian El Guerrero (Toshi Gordian Gordian Warrior).

### Películas animadas
- James Sullivan, en Monsters, Inc. y en Monsters University.
- Mr. Increíble, en Los Increíbles y en Los Increíbles 2.
- Kron, en Dinosaurio (película de Disney).
- Dr. Facilier, en La Princesa y El Sapo (película de Disney).
- José María Morelos, en Héroes verdaderos.
- Chicharrón, en Coco (película de Disney).

### Películas documentales
- Narrador en IMAX Dinosaurios: Gigantes de la Patagonia
- Narrador en la biografía Belisario Domínguez para Clío TV.

### Dirección de doblaje
- Knight Rider
- Magnum

## Cine
En el filme "Barman y Droguin, la verdadera historia (1991), dirigido por Gilberto de Anda, parodia y película cómica de albures y situaciones jocosas del dúo dinámico de Batman y Robin al puro estilo populachero, fue protagonista (Barman) al lado de Ausencio Cruz (Droguin), junto a su auto el "Baticuda" (mezcla del Batimóvil con el auto mexicano de la absorbida marca VAM, modelo "Barracuda"). En 2014 hace una aparición como Brozo en la película El crimen del cácaro Gumaro.[cita requerida]

## Audios
En 1992, lanza su propio LP/MC/CD, llamado: Vengan por lo suyo, en donde cuenta sus famosos cuentos y narra sus aventuras por la Ciudad de México. Estos cuentos los había presentado con anterioridad en La Caravana.[cita requerida]

## Libros
- Brozo (2006). Cuentos tenebrozos. Grijalbo Mondadori. p. 88. 9707800925.

Este libro en doble sentido cuenta, según Brozo, la "verdadera historia de las fábulas que les leyeron de chiquitos", entre las cuales están:
"El Sapo y el Buey" (La Rana y el Buey);
"La Monieca Fea" (La Muñeca Fea);
"El Ruizseñor y la Rosa" (El Ruiseñor y la Rosa);
"Anselmo y Greta" (Hansel y Gretel);
"El Rey Sidas" (El Rey Midas);
"Menea" (Medea, de Los Argonautas);
"Los Tres Boqueteros" (los Tres Mosqueteros);
"Hotelo" (Otelo);
"El Vago de los Chismes" (El Lago de los Cisnes);
"Carnelia la Tejana" (Camelia la Texana, un narcocorrido);
"Rolney Kiss" (Rodney King, protagonista de los disturbios de Los Ángeles en 1992);
"Narcoantonio y Cleopetra" (Antonio y Cleopatra, personajes de la obra homónima de William Shakespeare);
"Romero y su Prieta" (Romeo y Julieta);
"El Soldadito del Pomo" (El Soldadito de plomo);
"Peter Pants" (Peter Pan);
"La Cenocienta" (Cenicienta);
"Capirujita Roja" (Caperucita Roja);
"Blanca Nieves";
"El Gigante Egoísta", y
"La Lámpara de Aladino".
- Brozo (2007). Brozo Cuentos asquerosos. Grijalbo Mondadori. p. 88. 9789708100663.

## Lectura complementaria
- Alonso, P. (2015). «Infoentretenimiento satírico en México: el caso de Brozo, el Payaso Tenebroso». Cuadernos.info 37 (1): 77-90.
- Caballero, J. Víctor Trujillo: "No soy Judas ni traidor". La Jornada. México, 3 de enero de 2002.
- Echeverría; Rodelo, F. V. (2021). «The Liberalization Process of Satire in Postauthoritarian Democracies: Potentials and Limits in Mexico’s Network Television». International Journal of Communication 15 (1): 2177-2195.
- Rodelo, F. V. (2020). «¿Qué diría Bomberito? Sátira política televisiva y transición democrática en México». Pangea 11 (1): 79-94.